# Лендмарк-ист
Лендмарк-ист (кит. 城東誌, англ. Landmark East / Winsor Kwun Tong Centre) — две высотные офисные башни (187 м), расположенные в Гонконге, в округе Куньтхон. Построены в 2006—2008 годах в стиле модернизма по проекту компании Arquitectonica. Башня 102 How Ming Street 2 (Landmark East Tower 2) имеет 43 этажа, башня 102 How Ming Street 1 (Landmark East Tower 1) — 40 этажей, также в комплексе имеется два подземных этажа. Среди крупнейших арендаторов — AXA, AIA Group, Link Real Estate Investment Trust, Levi Strauss & Co., Reebok, Adidas, Ricoh, Royal Dutch Shell, Siemens, Shanghai Commercial Bank, Wing Tai Properties, Vanke, Mott MacDonald, Syniverse и департамент здравоохранения Гонконга.

## Галерея
|  |  |  |
|  |  |  |